# La Jagua Airport
La Jagua Airport är en flygplats i Colombia.   Den ligger i departementet Huila, i den centrala delen av landet, 300 km sydväst om huvudstaden Bogotá. La Jagua Airport ligger 728 meter över havet.
Terrängen runt La Jagua Airport är huvudsakligen kuperad, men den allra närmaste omgivningen är platt. Runt La Jagua Airport är det ganska tätbefolkat, med 96 invånare per kvadratkilometer. Närmaste större samhälle är Garzón, 5,4 km nordost om La Jagua Airport. Omgivningarna runt La Jagua Airport är huvudsakligen savann.